# 哈本
48°27′3″N 39°41′1″E / 48.45083°N 39.68361°E
哈本（烏克蘭語：Габун）是位於烏克蘭東部的村莊，由盧甘斯克州多夫然斯克區的索羅基內市鎮負責管轄。該村始建於1951年，面積1.3平方公里，海拔高度125米，2001年人口53，人口密度每平方公里40.8人。